# Nathalia Dill
Nathalia Dill, all'anagrafe Nathalia Goyannes Dill Orrico (Rio de Janeiro, 24 marzo 1986), è un'attrice brasiliana.
Presente in film,  telenovelas e in opere teatrali, ha ricoperto il ruolo di protagonista in due telenovelas, oltre ad essere stata la principale antagonista in un'altra.

## Carriera
Nel suo paese di origine, Nathalia Dill ha interpretato Débora Rios, la prevalente antagonista, nella soap opera Malhação, dal 2007 al 2009. Poi si è imposta come protagonista nella telenovela Paraíso, mandata in onda da Rede Globo con la regia di Benedito Ruy Barbosa, dove ha interpretato il personaggio di Maria Rita (soprannominata "Santinha"). È stata, poi, scritturata per il ruolo di protagonista nella telenovela Escrito nas Estrelas, nella quale ha interpretato il personaggio di Viviane. Un altro suo ruolo, con la figura di Doralice, è stato parte del principale triangolo amoroso della telenovela Cordel Encantado, trasmessa nel 2011 sempre da Rede Globo. Nathalia Dill, inoltre, ha interpretato il ruolo di uno tra i protagonisti, Érica, nella pellicola Paraísos Artificiais, ultimata sempre nel 2011.

## Filmografia

### Cinema
- Paraísos Artificiais, regia di Marcos Prado (2012)

### Televisione
- Mandrake (episodio "Rosas Negras") (2006)
- Malhação (2007-2009)
- Paraíso (2009)
- Dó-Re-Mí-Fábrica (2009)
- Escrito nas Estrelas (2010)
- Aline - guest star (2011)
- Cordel Encantado (2011)
- Avenida Brasil (2012)
- Joia Rara (2013)
- Alto Astral (2014)